# جوراج ساغان
جوراج ساغان (بالسلوفاكية: Juraj Sagan)‏‏ (23 ديسمبر 1988 في جيلينا - ) دراج من سلوفاكيا.

## روابط خارجية
- جوراج ساغان على موقع الاتحاد الدولي للدراجات (الإنجليزية)
- جوراج ساغان على موقع أرشيف الدراجات (الإنجليزية)
- جوراج ساغان على موقع إحصائيات الدراجات الإحترافية (الإنجليزية)
- جوراج ساغان على موقع نسبة الدراجات (الإنجليزية)
- جوراج ساغان على موقع CycleBase (الإنجليزية)
- جوراج ساغان على موقع أوليمبيديا (الإنجليزية)